# Eparchia Matki Bożej Oswobodzicielki w Newark
Eparchia Matki Bożej Oswobodzicielki w Newark (ang. Eparchy of Our Lady of Deliverance of Newark, łac. Eparchia Dominae Nostrae Liberationis Novarcensis Syrorum) – eparchia Kościoła katolickiego obrządku syryjskiego, obejmująca wszystkich wiernych tego obrządku w Stanach Zjednoczonych. Została erygowana 6 listopada 1995, siedzibą eparchy jest Newark w stanie New Jersey.